# Campionati del mondo di canottaggio 2016
I Campionati del mondo di canottaggio 2016 si sono svolti tra il 21 e il 28 agosto 2016 a Rotterdam, nei Paesi Bassi.
Dato che si tratta di un anno olimpico, si sono disputate solo le prove non comprese nel programma di Rio de Janeiro 2016. Contemporaneamente si svolsero anche i Campionati del mondo juniores e Under-23.

## Podi

### Uomini
| Evento                                    | Oro                                                                     | Tempo   | Argento                                                                    | Tempo   | Bronzo                                                                               | Tempo   |
| Due con (dettagli)                        | Gran Bretagna Oliver Cook Callum McBrierty Henry Fieldman               | 7'29"69 | Canada Andrew Stewart-Jones Benjamin De Wit Kevin Chung                    | 7'32"05 | Italia Mario Paonessa Vincenzo Capelli Andrea Riva                                   | 7'32"22 |
| Singolo pesi leggeri (dettagli)           | “Irlanda” Paul O'Donovan                                                | 7'32"84 | Ungheria Péter Galambos                                                    | 7'36"95 | Slovacchia Lukáš Babač                                                               | 7'38"89 |
| Due senza pesi leggeri (dettagli)         | Francia Augustin Mouterde Alexis Guérinot                               | 7'14"18 | Danimarca Emil Espensen Jens Vilhelmsen                                    | 7'15"30 | Gran Bretagna Joel Cassells Sam Scrimgeour                                           | 7'16"49 |
| Quattro di coppia pesi leggeri (dettagli) | Germania Patrik Stöcker Florian Roller Johannes Ursprung Cedric Kulbach | 6'23"09 | Francia François Teroin Damien Piqueras Maxime Demontfaucon Morgan Maunoir | 6'24"72 | Grecia Georgios Konsolas Spyridon Giannaros Panagiotis Magdanis Eleftherios Konsolas | 6'26"58 |

### Donne
| Evento                                    | Oro                                                                   | Tempo   | Argento                                                                        | Tempo   | Bronzo                                                                       | Tempo   |
| Quattro senza (dettagli)                  | Gran Bretagna Fiona Gammond Donna Etiebet Holly Nixon Holly Norton    | 7'16"28 | Stati Uniti Molly Bruggeman Emily Huelskamp Corinne Schoeller Kristine O'Brien | 7'21"53 | Germania Melanie Hansen Ronja Schütte Charlotte Reinhardt Lea-Kathleen Kühne | 7'26"15 |
| Singolo pesi leggeri (dettagli)           | Nuova Zelanda Zoe McBride                                             | 8'28"45 | Svezia Emma Fredh                                                              | 8'29"12 | Canada Katherine Sauks                                                       | 8'37"96 |
| Quattro di coppia pesi leggeri (dettagli) | Gran Bretagna Brianna Stubbs Emily Craig Imogen Walsh Eleanor Piggott | 7'10"60 | Germania Judith Anlauf Leonie Pieper Lena Reuss Katrin Thoma                   | 7'12"45 | Cina Xuan Xulian Zhang Weixiao Zhang Weimiao Yan Xiaohua                     | 7'21"04 |

### Misti
| Evento                   | Oro                                           | Tempo   | Argento                           | Tempo   | Bronzo                                  | Tempo   |
| Due di coppia (dettagli) | Francia Guylaine Marchand Fabien Saint-Lannes | 8'38"53 | Austria Johanna Beyer Rainer Putz | 9'06"51 | Russia Valentina Zhagot Evgenii Borisov | 9'27"74 |

## Medagliere
| Pos.   | Paese         | Oro | Argento | Bronzo | Totale |
| ------ | ------------- | --- | ------- | ------ | ------ |
| 1      | Gran Bretagna | 3   | 0       | 1      | 4      |
| 2      | Francia       | 2   | 1       | 0      | 3      |
| 3      | Germania      | 1   | 1       | 1      | 3      |
| 4      | Irlanda       | 1   | 0       | 0      | 1      |
| 4      | Nuova Zelanda | 1   | 0       | 0      | 1      |
| 6      | Canada        | 0   | 1       | 1      | 2      |
| 7      | Austria       | 0   | 1       | 0      | 1      |
| 7      | Danimarca     | 0   | 1       | 0      | 1      |
| 7      | Ungheria      | 0   | 1       | 0      | 1      |
| 7      | Svezia        | 0   | 1       | 0      | 1      |
| 7      | Stati Uniti   | 0   | 1       | 0      | 1      |
| 12     | Cina          | 0   | 0       | 1      | 1      |
| 12     | Grecia        | 0   | 0       | 1      | 1      |
| 12     | Italia        | 0   | 0       | 1      | 1      |
| 12     | Russia        | 0   | 0       | 1      | 1      |
| 12     | Slovacchia    | 0   | 0       | 1      | 1      |
| Totale | Totale        | 8   | 8       | 8      | 24     |